# Сатана (фильм, 1912)
«Сатана» (итал. Satana, 1912) — итальянский художественный фильм Луиджи Маджи.

## Сюжет
Сюжет фильма охватывает несколько эпох.
Первая часть, библейская, рассказывает о возмущении Сатаны против Бога. Сатана вновь появляется в средние века в образе монаха, изобретающего алкоголь, «который толкает нынешние поколения на преступления и приводит их к гибели». Заканчивается фильм современностью, где Сатана становится «стальным королём», деньги которого всюду приводят к преступлениям и моральному разложению. Однако дух зла овладел не только миллиардером, но и рабочим, которого охватывает дух возмущения. Сатана поднимает социальный бунт и губит рабочего.

## Художественные особенности
- В «Сатане» современный эпизод занимает более половины фильма.[1]
- «…Сценарий Гвидо Воланте составил эпоху в истории кинематографии, так как после „Истории цивилизации“ старика Мельеса он создал новый киножанр, новое течение, которому вскоре последовали Гриффит („Нетерпимость“, 1916), Томас Инс („Цивилизация“, 1916), Морис Турнер („Женщины“, 1918) и, наконец, Карл Дрейер („Страницы из книги сатаны“, 1919…» (Жорж Садуль[1])

## В ролях
- Марио Бонард — Сатана
- Mary Cleo Tarlarini
- Rina Albry
- Arrigo Amerio
- Paolo Azzurri
- Карло Кампогаллиани
- Filippo Castamagna
- Vitale Di Stefano
- Oreste Grandi

## Интересные факты
- Сценарий Гвидо Воланте состоял из трех частей: 1) «Великий мятежник или Потерянный рай» по Мильтону, 2) «Разрушитель или Зеленый дьявол» и 3) «Красный дьявол».[1]
- Из рекламы фильма:"…Этот фильм поднял кинематографию до таких высот, каких она редко достигала".[1]